# Slicker Than Your Average
Slicker Than Your Average (с англ. — «Мягче, чем в среднем») — второй студийный альбом британского поп-исполнителя Крейга Дэвида, выпущенный 19 ноября 2002 года на лейбле Atlantic Records. Альбом достиг 4-го места в UK Albums Chart, 5-го места в австралийском чарте альбомов ARIA и 32-го места в американском Billboard 200. Он получил золотой сертификат от RIAA в США и дважды платиновый от BPI  в Великобритании. По состоянию на ноябрь 2013 года по всему миру было продано более 3,5 миллионов копий альбома.

Альбом был выпущен в нескольких различных изданиях. Оригинальный релиз содержал 13 новых треков. В Азии был выпущен бонусный диск с ремиксами на шесть треков, который включал ремиксы на синглы «Rise & Fall» и «Hidden Agenda», а также версии «Fill Me In» и би-сайда «Four Times a Lady» с сингла «What's Your Flava?».

## История создания
После того, как Дэвиду удалось покорить американскую музыкальную индустрию своим дебютным студийным альбомом Born to Do It, его музыкальный стиль начал меняться, чтобы соответствовать мировому рынку, на котором он выпустил свой второй студийный альбом. В интервью Адаму Гоншору из ANDPOP Дэвид рассказал, что вдохновило его на создание некоторых песен из альбома. Он был вынужден неделю прожить в гостиничном номере после терактов 11 сентября в Нью-Йорке в 2001 году, и именно это событие вдохновило его на написание песни «World Filled With Love». В интервью он сказал: «Я думал, что на самом деле нахожусь в этом мире, наполненном безумием, этой драмой, которая происходит. Некоторые вещи, о которых мы говорили в музыке, в широком смысле, настолько тривиальны...Я думал, что музыка — это форма эскапизма, поэтому я использовал её, чтобы написать песню, которая, надеюсь, будет позитивной и скажет, что мы живём в мире, наполненном любовью. Дэвид также отметил, что название альбома можно рассматривать с двух точек зрения: «С одной стороны, может показаться, что я высокомерен. С другой стороны, это говорит о том, что в альбоме я гораздо более сдержан. Альбом просочился в интернет до официального релиза, но Дэвид не слишком переживал, так как считал, что это «распространяет информацию».

## Список композиций
| №                   | Название                                             | Автор(ы)                                                                              | Producer(s)                        | Длительность |
| ------------------- | ---------------------------------------------------- | ------------------------------------------------------------------------------------- | ---------------------------------- | ------------ |
| 1.                  | «Slicker than Your Average»                          | Craig David Trevor Henry Anthony Marshall                                             | Marshall & Trell                   | 5:58         |
| 2.                  | «What's Your Flava?»                                 | David Henry Marshall                                                                  | Marshall & Trell                   | 3:50         |
| 3.                  | «Fast Cars»                                          | David Henry Marshall                                                                  | Marshall & Trell                   | 4:16         |
| 4.                  | «Hidden Agenda»                                      | David Mark Hill                                                                       | Hill                               | 3:54         |
| 5.                  | «Eenie Meenie» (featuring Messiah Bolical)           | David Henry Leroy Williams Adam Lyons                                                 | Marshall & Trell                   | 5:04         |
| 6.                  | «You Don't Miss Your Water ('Til the Well Runs Dry)» | David Hill                                                                            | Hill Soulshock [a] Peter Biker [a] | 5:20         |
| 7.                  | «Rise & Fall» (featuring Sting)                      | David Gordon "Sting" Sumner Dominic Miller                                            | Soulshock and Karlin               | 4:47         |
| 8.                  | «Personal»                                           | David Henry Marshall                                                                  | Marshall & Trell                   | 5:24         |
| 9.                  | «Hands Up in the Air»                                | David Hill                                                                            | Hill                               | 4:05         |
| 10.                 | «2 Steps Back»                                       | David Carsten "Soulshock" Schack Kenneth Karlin Nate Butler Jimmy Cozier Harold Lilly | Soulshock and Karlin               | 3:48         |
| 11.                 | «Spanish» (featuring Duke One)                       | David Henry Marshall                                                                  | Marshall                           | 5:03         |
| 12.                 | «What's Changed» (featuring Katie Holmes)            | David Hill                                                                            | Hill                               | 4:41         |
| 13.                 | «World Filled with Love»                             | David Fraser T Smith                                                                  | David Smith                        | 3:45         |
| Общая длительность: | Общая длительность:                                  | Общая длительность:                                                                   | Общая длительность:                | 60:05        |

### Bonus tracks
| №                   | Название                                                         | Длительность |
| ------------------- | ---------------------------------------------------------------- | ------------ |
| 14.                 | «Four Times a Lady»                                              | 5:28         |
| 15.                 | «Come Together» (Live from Radio City Music Hall, New York City) | 4:03         |
| Общая длительность: | Общая длительность:                                              | 69:36        |

| №                   | Название            | Длительность |
| ------------------- | ------------------- | ------------ |
| 14.                 | «Say the Word»      | 4:53         |
| Общая длительность: | Общая длительность: | 64:58        |

### Other releases
Asian limited edition – bonus remix CD
1. «What's Your Flava?» (Todd's underground flava vocal remix)
2. «Hidden Agenda» (Blacksmith rerub featuring Know ?uestion)
3. «Hidden Agenda» (Soulshock remix)
4. «Four Times a Lady»
5. «Rise & Fall» (Blacksmith hiphop rub featuring Fallacy)
6. «Fill Me In» (acoustic recorded in Seoul)

DVD
1. «Fill Me In» (music video)
2. «7 Days» (music video)
3. «Walking Away» (music video)
4. «Rendezvous» (music video)
5. «What's Your Flava» (music video)
6. «Hidden Agenda» (music video)
7. «Rise & Fall» (music video)

## Чарты

### Чарты недели
| Чарт (2002–03)                          | Позиция |
| --------------------------------------- | ------- |
| Австралия (ARIA)                        | 5       |
| Australian Urban Albums (ARIA)          | 2       |
| Бельгия/Фландрия (Ultratop)             | 15      |
| Бельгия/Валлония (Ultratop)             | 8       |
| Canadian Albums (Nielsen SoundScan)     | 34      |
| Canadian R&B Albums (Nielsen SoundScan) | 13      |
| Дания (Hitlisten)                       | 32      |
| Нидерланды (Album Top 100)              | 19      |
| European Top 100 Albums (Music & Media) | 5       |
| Франция (SNEP)                          | 6       |
| Германия (Offizielle Top 100)           | 16      |
| Ирландия (IRMA)                         | 27      |
| Италия (Classifica album)               | 11      |
| Japanese Albums (Oricon)                | 8       |
| Новая Зеландия (RMNZ)                   | 20      |
| Норвегия (VG-lista)                     | 27      |
| Шотландия (Scottish Albums Chart)       | 18      |
| Швеция (Sverigetopplistan)              | 26      |
| Швейцария (Schweizer Hitparade)         | 6       |
| Великобритания (UK Albums Chart)        | 4       |
| Великобритания (UK R&B Albums Chart)    | 1       |
| США (Billboard 200)                     | 32      |
| США (Billboard Top R&B/Hip-Hop Albums)  | 17      |

### Чарты на конец года
| Чарт (2002)                             | Позиция |
| --------------------------------------- | ------- |
| Australian Albums (ARIA)                | 69      |
| Belgian Albums (Ultratop Flanders)      | 96      |
| Canadian R&B Albums (Nielsen SoundScan) | 47      |
| French Albums (SNEP)                    | 90      |
| UK Albums (OCC)                         | 77      |

| Чарт (2003)                        | Позиция |
| ---------------------------------- | ------- |
| Australian Albums (ARIA)           | 56      |
| Dutch Albums (Album Top 100)       | 77      |
| French Albums (SNEP)               | 150     |
| German Albums (Offizielle Top 100) | 79      |
| UK Albums (OCC)                    | 60      |

## Сертификаты
| Регион | Сертификация  | Продажи    |
| --- | ------------- | ---------- |
| Австралия (ARIA) | 2× Платиновый | 140 000^   |
| Бельгия (BEA) | Золотой       | 25 000*    |
| Франция (SNEP) | Золотой       | 100 000*   |
| Германия (BVMI) | Золотой       | 150 000^   |
| Нидерланды (NVPI) | Золотой       | 40 000^    |
| Новая Зеландия (RMNZ) | Золотой       | 7500^      |
| Испания (PROMUSICAE) | Золотой       | 50 000^    |
| Швейцария (IFPI Switzerland)                                                                                             | Золотой       | 20 000^    |
| Великобритания (BPI) | 2× Платиновый | 600 000^   |
| США (RIAA) | Золотой       | 500 000^   |
| Итого |               |            |
| Европа (IFPI) | Платиновый    | 1 000 000* |
| * Данные о продажах приведены только на основе сертификации. ^ Данные о тиражах приведены только на основе сертификации. |               |            |